# Graham Dewes

a Compétitions nationales et continentales officielles uniquement.

b Matchs officiels uniquement.
Dernière mise à jour le 2 août 2019.
Graham Charles Dewes, né le 24 janvier 1982 à Suva (Fidji), est un joueur de rugby à XV, qui joue avec l'équipe des Fidji, évoluant au poste de pilier.

## Carrière
Il obtient sa première cape internationale le 26 mai 2007, à l'occasion d'un match contre l'équipe du Japon.
- Auckland Marist  Nouvelle-Zélande
- Thames Valley  Nouvelle-Zélande
- Counties Manukau  Nouvelle-Zélande

## Statistiques en équipe nationale
Graham Dewes compte 26 sélections avec l'Équipe des Fidji de rugby à XV, inscrivant un essai. Il obtient sept sélections en 2007, trois en 2008, six en 2009, six en 2010, deux en 2011 et deux en 2012.
En coupe du monde il dispute quatre rencontres lors de l'édition 2007, inscrivant un essai.